# Дрождинин, Алексей Александрович
Алексей Александрович Дрождинин (1870—1927) — поэт, драматург, журналист.

## Биография
Из купеческой семьи. Учился в 1-й петербургской гимназии (1878—1883). В 1886 году впервые выступил в печати с лирическим стихотворением «Осень». Публикацией юмористического стихотворения «Весной» (1887) началось 30-летнее сотрудничество Дрождинина в газете «Петербургский листок». Поместил 13 лирических стихотворений в журнале «Развлечение» (1888). В 1890-е — начало 1900-х годов сотрудничал в сатирическом журнале «Стрекоза» (1902—1904 — секретарь редакции) , «Осколки», «Будильник», «Шут», публиковал также стихотворения в сатирическом журнале «Искры» (1903), в журнале «Родная нива» (1905—1906), в «Петербургской газете» и «Биржевых ведомостях». Редактор и издатель юмористических сборников «Шиповник» и «На лоне природы» (оба 1902).
В форме «злободневных обозрений» Дрождининым был написан и ряд драматических, музыкально-драматических nроизведений (около 20 nьес): «Всемирное обозрение» (запрещено цензурой в 1895), «Дачное обозрение»(1902), «Маскарад у Фамусова» (1908), «Вёселый Петербург» (1909), «В царстве чертей и немцев, или Заколдованный меч» (запрещено цензурой в 1915) и др. Известностью пользовались комедии «Похититель женщин» (1897), фарс «Восьмое чудо» (1903; nремия журнала «Стрекоза»), а также оnеретта «Живые розы» (1916), к которой Дрождинин написал либретто. 
После 1917 года Дрождинин работал счетоводом.